# Rinzō Shiina
Pour les articles homonymes, voir Shiina.
Rinzō Shiina (椎名 麟三, Shiina Rinzō), né le 1er octobre 1911 et mort le 28 mars 1973, est un écrivain japonais.

## Biographie
Shiina Rinzō (nom de naissance : Ōtsubo Noboru), naît dans l’actuelle ville de Himeji (département de Hyōgo). Son père est cadre administratif dans une société minière. À cause de problème familiaux, Shiina quitte ses parents en 1926 à l’âge de quatorze-quinze ans. Il vit de petits métiers, mais continue d’étudier par lui-même et obtient un certificat d’aptitude aux études supérieures. Employé dans une compagnie ferroviaire à partir de 1928, il s’investit dans le syndicalisme et entre au parti communiste. Il écrit au cours de cette période quelques nouvelles et pièces de théâtre à tonalité politique. En 1931, il est arrêté par la police au titre de la Loi sur le maintien de ordre et de la sécurité. Après un an de prison, il s’engage à rejeter le communisme et à ne plus menacer l’ordre national, ce qui lui permet d’obtenir une libération anticipée. En 1936, il découvre Dostoievski et Nietzsche. Pendant la guerre, il parvient par deux fois à échapper à la conscription en feignant la maladie.

En 1946, Shiina écrit son premier roman, Le banquet de minuit (Shin.ya no shuen) qui reçoit un très bon accueil de la critique lors sa parution en feuilleton en 1947. Avec ses personnages qui vivent au jour le jour et son style étouffant, il s’impose rapidement comme l’un des écrivains les plus représentatifs de l’après-guerre. En 1950, il se convertit au christianisme et reçoit le baptême. Cette conversion se répercute dans ses romans où une forme d’espoir refait surface. Il se met parallèlement à écrire pour le théâtre des pièces marquées par un grand sens de l’humour et de l’absurde. Il décède en mars 1973 d’un accident vasculaire cérébral.

## Œuvres principales
- 重き流れのなかに (Dans le courant lourd), Chikuma Shobō, 1948
- 深尾正治の手記 (Le journal de Fakao Masaharu), Ginza shuppansha, 1948
- 永遠なる序章 (L’éternelle introduction), Kawade Shobō, 1948
- 赤い孤独者 (Le solitaire rouge), Kawade Shobō, 1951
- 自由の彼方で (Au-delà de la liberté), Kōdansha, 1954
- 美しい女 (Une belle femme), Chūō Kōronsha, 1955
- 懲役人の告発 (L’accusation d’un forçat), Shinchōsha, 1969

Seule une nouvelle de l'auteur, écrite en 1959, a été traduite en français par Catherine Cadou : Thermomètre (Kandankei), dans Anthologie de nouvelles japonaises contemporaines (Tome II), Gallimard, 1989.